# Elsothera ricei
Elsothera ricei är en snäckart som först beskrevs av Brazier 1871.  Elsothera ricei ingår i släktet Elsothera och familjen Charopidae. Inga underarter finns listade i Catalogue of Life.